# Бове-сюр-Теску
Бове́-сюр-Теску́ (фр. Beauvais-sur-Tescou, окс. Biuvais de Tescon) — коммуна во Франции, находится в регионе Юг — Пиренеи. Департамент — Тарн. Входит в состав кантона Виньобль и Бастид. Округ коммуны — Альби.
Код INSEE коммуны — 81024.

## География
Коммуна расположена приблизительно в 560 км к югу от Парижа, в 36 км севернее Тулузы, в 50 км к западу от Альби.
На севере коммуны протекает река Теку, а на западе — её небольшой приток Верде (фр. Verdet).

## Климат
Климат умеренно-океанический. Зима мягкая и дождливая, лето жаркое с частыми грозами. Ветры довольно редки.

## Население
Население коммуны на 2010 год составляло 305 человек.
| 1962 | 1968 | 1975 | 1982 | 1990 | 1999 | 2010 |
| ---- | ---- | ---- | ---- | ---- | ---- | ---- |
| 255  | 254  | 198  | 179  | 187  | 205  | 305  |

## Администрация
| Период | Период | Фамилия       | Партия | Примечания |
| ------ | ------ | ------------- | ------ | ---------- |
| 2001   | 2014   | Жорж Рок      |        |            |
| 2014   | 2020   | Бернар Эгийюз |        |            |

## Экономика
В 2007 году среди 170 человек в трудоспособном возрасте (15—64 лет) 120 были экономически активными, 50 — неактивными (показатель активности — 70,6 %, в 1999 году было 68,2 %). Из 120 активных работали 109 человек (58 мужчин и 51 женщина), безработных было 11 (5 мужчин и 6 женщин). Среди 50 неактивных 14 человек были учениками или студентами, 21 — пенсионерами, 15 были неактивными по другим причинам.